# 川田翔子
川田 翔子（かわた しょうこ、1990年8月30日 - ）は、日本の政治家。京都府八幡市長（1期）。

## 人物
奈良県奈良市出身。大阪桐蔭中学校・高等学校、京都大学経済学部を卒業後、2015年に京都市役所勤務。生活保護のケースワーカーなどとして働いた後、2022年に退職し、同年2月から2023年8月末まで山東昭子参議院議員の私設秘書を務めた。
2023年9月8日、堀口文昭八幡市長の辞職表明に伴う次期市長選への立候補を表明。市長選では堀口の後継候補として自由民主党、立憲民主党、公明党の推薦を受けた川田と、自民党を離党し日本維新の会の公認を受けた元京都府議会議員の尾形賢、日本共産党推薦の元八幡市議会議員の亀田優子の三つ巴となった。
選挙戦は同様の構図が見込まれる来年の2月任期満了に伴う京都市長選挙の前哨戦として注目され、川田は「市民に寄り添った街づくり」を掲げ子育て支援や活気のある街づくりや新たな財源確保などを主張。また推薦した3党は維新の京都進出に警戒して手堅い組織戦を展開したり、国や京都府の連携をアピールしたりした。
11月12日の投開票の結果、川田が尾形を約2,000票差で破り初当選した。前市長が既に辞職し、市長が一時的に不在の状態となっていたため、当選後即就任となった。また、京都府の現職女性首長は、同じ南山城地区に位置する宇治市の松村淳子に次いで2人目となった。
※当日有権者数：57,169人 最終投票率：43.03%（前回比：14.03pts）
| 候補者名 | 年齢 | 所属党派     | 新旧別 | 得票数   | 得票率 | 推薦・支持                             |
| -------- | ---- | ------------ | ------ | -------- | ------ | -------------------------------------- |
| 川田翔子 | 33   | 無所属       | 新     | 10,516票 | 42.52% | （推薦）自由民主党・立憲民主党・公明党 |
| 尾形賢   | 43   | 日本維新の会 | 新     | 8,334票  | 33.70% |                                        |
| 亀田優子 | 62   | 無所属       | 新     | 5,878票  | 23.77% | （推薦）日本共産党                     |

全国市長会によると、女性市長としては全国史上最年少。2020年の徳島市長選挙に36歳で初当選した内藤佐和子を更新した。